# هنريك هورن
هنريك هورن (بالسويدية: Henrik Horn)‏ هو سياسي سويدي، ولد في 22 مايو 1618 في ستوكهولم في السويد، وتوفي في 22 فبراير 1693 في شتاده في ألمانيا.